# Rosalba Rojas Martínez
Rosalba Rojas Martínez es una epidemióloga mexicana y jefa del Departamento de Salud Pública en el Centro de Investigación en Salud Poblacional que pertenece al Instituto Nacional de Salud Pública. Es investigadora en ciencias médicas por parte de la Coordinación de los Institutos Nacionales de Salud y forma parte del Sistema Nacional de Investigadores.

## Trayectoria académica
Estudió la licenciatura en medicina en la Universidad Autónoma Metropolitana plantel Xochimilco en la Ciudad de México. Posteriormente realizó un doctorado en epidemiología en la Universidad de Carolina del Norte en Chapel Hill.
Desde 2001 trabaja para el Instituto Nacional de Salud Pública con sede en Cuernavaca, Morelos, donde se desempeña como jefa del departamento de salud pública dentro del Centro de Investigación en Salud Poblacional. Es miembro del Sistema Nacional de Investigadores nivel II e investigadora en ciencias médicas F por parte de la Coordinación de los Institutos Nacionales de Salud.
En 2008 fue reconocida con un estímulo a la productividad para apoyar sus proyectos de investigación.

## Líneas de investigación
Su trabajo de investigación incluye el estudio de la epidemiología de enfermedades crónicas, así como la epidemiología de la salud ambiental. Se enfoca también en el estudio de factores de riesgo y co-morbilidades de la obesidad, síndrome metabólico, diabetes tipo 2, y enfermedades cardiovasculares.Ha colaborado con epidemiólogos y expertos clínicos en el análisis de enfermedades no-comunicables utilizando encuestas naciones de salud y nutrición.
Adicionalmente ha realizado estudios de brecha y violencia de género en la población mexicana.

## Publicaciones destacadas
Es co-autora de 3 libros y ha colaborado en la producción de más de 100 artículos científicos entre los cuales destacan:
- Rosalba Rojas-Martinez, et. al. Worldwide trends in body-mass index, underweight, overweight, and obesity from 1975 to 2016: a pooled analysis of 2416 population-based measurement studies in 128·9 million children, adolescents, and adults. The Lancet, Volume 390, Issue 10113, 2017, Pages 2627-2642, ISSN 0140-6736, https://doi.org/10.1016/S0140-6736(17)32129-3.
- Rosalba Rojas-Martinez, et. al. Trends in adult body-mass index in 200 countries from 1975 to 2014: a pooled analysis of 1698 population-based measurement studies with 19·2 million participants. The Lancet, Volume 387, Issue 10026, 2016, Pages 1377-1396, ISSN 0140-6736, https://doi.org/10.1016/S0140-6736(16)30054-X.
- Rosalba Rojas-Martinez, et. al.  Worldwide trends in diabetes since 1980: a pooled analysis of 751 population-based studies with 4·4 million participants. The Lancet, Volume 387, Issue 10027, 2016, Pages 1513-1530, ISSN 0140-6736, https://doi.org/10.1016/S0140-6736(16)00618-8.
- CO Abúndez, GN Cázares, C Cordero, DAD Zetina, SR Angona, et al. Encuesta nacional de salud y nutrición 2006, Instituto Nacional de Salud Pública.
- B Zhou, J Bentham, M Di Cesare, H Bixby, G Danaei, MJ Cowan. Worldwide trends in blood pressure from 1975 to 2015: a pooled analysis of 1479 population-based measurement studies with 19· 1 million participants. The Lancet 389 (10064), 37-55.